# The Auld Triangle
The Auld Triangle (deutsch „Die alte Triangel“) ist eine Ballade, die der irische Schriftsteller und Songwriter Dominic Behan für das 1954 uraufgeführte Theaterstück The Quare Fellow seines Bruders Brendan Behan schrieb. Es ist auch unter dem alternativen Titel The Banks of the Royal Canal oder kurz The Royal Canal bekannt.  
Das Lied handelt von den Beschwernissen des Gefängnislebens. Behan griff dabei auf seine Erfahrungen als Häftling im Dubliner Mountjoy Prison zurück; der Titel bezieht sich auf die große, noch heute vorhandene Triangel im Mittelpunkt des Gefängnishofes, die jeden Morgen geschlagen wurde, um die Häftlinge zu wecken. In The Quare Fellow, dessen Handlung sich ebenfalls in einem Gefängnis zuträgt, bildet es eine Art thematischen Prolog zum Drama.
Seither ist es in das Standardrepertoire irischen Liedguts eingegangen und ist von einer Vielzahl von Musikern interpretiert worden, so schon 1967 von Bob Dylan, am bekanntesten sind wohl die Versionen von The Dubliners und The Pogues. Besonders für die Dubliners wurde das Lied zu einem ihrer signature songs. 1987 etwa strahlte das irische Fernsehen eine Tribute-Sendung zu Ehren der Band aus, es war zugleich der letzte Auftritt von Ciarán Bourke vor seinem Tod; zum Abschluss sangen alle beteiligten Musiker (darunter Ronnie Drew und U2) gemeinsam The Auld Triangle. 

## Aufnahmen (Auswahl)
- Ian & Sylvia (als The Royal Canal), auf dem Album Four Strong Winds (1963)
- Bob Dylan and The Band (1967), auf The Bootleg Series Vol. 11: The Basement Tapes Complete (2014)
- The Pogues, auf Red Roses for Me (1984)
- The Dubliners, auf mehreren Kompilationen
- Eric Burdon (als The Royal Canal), auf Rare Masters (1996)
- Dropkick Murphys, auf The Warrior’s Code (2005)
- Cat Power (als Ye Auld Triangle) auf der EP Dark End of the Street (2008)
- Glen Hansard und Damien Dempsey, nur als Single, (2010)